# (2942) Cordie
(2942) Cordie (1932 BG) – planetoida z grupy pasa głównego asteroid okrążająca Słońce w ciągu 3,35 lat w średniej odległości 2,24 j.a. Odkryta 29 stycznia 1932 roku.